# Cmentarz ewangelicki w Rusinowie (powiat inowrocławski)
Cmentarz ewangelicki w Rusinowie – dawny cmentarz polowy w Polsce, położony w województwie kujawsko-pomorskim, w powiecie inowrocławskim, w gminie Kruszwica, we wsi Rusinowo. Został założony w II poł. XIX w. (na pewno przed rokiem 1893). Obecnie jest nieczynny. Został zlikwidowany w roku 1945. Roślinność, jaka występuje na tym cmentarzu to grochodrzew, lilak, okazałe klony oraz bluszcz.

## Renowacja cmentarza
Uporządkowaniem terenu cmentarza zajęli się członkowie Nadgoplańskiego Towarzystwa Historycznego, którzy pod koniec listopada 2014 roku wycięli część krzaków, zebrali śmieci i uczytelnili dwie mogiły. Ich praca została zniweczona przez ludzi notorycznie składujących tam odpady. Pod koniec wakacji 2015 r. wraz z kilkoma mieszkańcami wsi członkowie NTH ponownie posprzątali cmentarz. Niestety, tym razem doszło do profanacji cmentarza. Obiekt został wstępnie uporządkowany po profanacji. Latem 2016 r. ponownie porządkowano cmentarz. 